# Amalie Paulsen
Amalie Paulsen foi uma forte jogadora de xadrez da Alemanha, irmã de Louis Paulsen e Wilfried Paulsen. Embora não tivesse participado de nenhuma competição oficial, foi considerada a jogadora mais forte de seu tempo. Amalie compareceu ao primeiro congresso americano de xadrez, embora a participação de mulheres não fosse permitida, e disputou duas partidas amistosas tendo vencido uma delas. Outros dois jogos, um contra seu irmão Wilfried, são conhecidos tendo ela vencido um deles.